# Torneo de Históricos del Fútbol Catalán
El Torneo de Históricos del Fútbol Catalán (en catalán: Torneig d'Històrics del Futbol Català), a menudo llamado simplemente Històrics, es un torneo amistoso de fútbol que ha logrado ganarse un gran prestigio dentro de los torneos de verano. Ideado e impulsado desde su inicio por el Fútbol Club Martinenc para conmemorar sus bodas de platino, el club del Guinardó se ha erigido como el genuino animador del torneo, siendo el organizador de la mayoría de ediciones.

## Historia
El torneo empezó a gestarse durante la primavera del año 1983 cuando la junta directiva del FC Martinenc, presidida por Manuel Dengra Buendía, se reunió para estudiar los actos del 75.º aniversario de la entidad, germinando la idea de hacer un campeonato amateur con equipos de los barrios barceloneses. Se pidió la colaboración de los clubs más cercanos y, ante la respuesta positiva de éstos, quedó confeccionado un cuadro con cuatro equipos de Tercera División: Sant Andreu, Horta, Júpiter y Europa; y cuatro de Regional Preferente: Poble Sec, Ibèria, Sants y el propio Martinenc. Fueron precisamente los anfitriones quienes levantaron por primera vez el trofeo ganando en la final al Sants por 2 a 0, ante una multitud de 3000 personas, éxito que aseguró la continuidad del certamen. Desde entonces, la competición se celebra cada año en el campo municipal del Guinardó, con las siguientes excepciones:
| Año                                                       | Organizador             | Motivo                                   |
| --------------------------------------------------------- | ----------------------- | ---------------------------------------- |
| 1992                                                      | —                       | Juegos Olímpicos de Barcelona            |
| 1996                                                      | Unió Atlètica d'Horta   | 75.º aniversario del club                |
| 1998                                                      | —                       | Obras en el Municipal del Guinardó       |
| 2003                                                      | Club de Fútbol Badalona | Centenario del club                      |
| 2007                                                      | Club Esportiu Europa    | Centenario del club                      |
| 2011                                                      | Club Esportiu Júpiter   | Remodelación del Municipal de la Verneda |
| Entre los años 2004 y 2009 la organización fue itinerante |                         |                                          |

El número de equipos participantes ha aumentado de 8 a 12, dando primero entrada a clubs del área metropolitana de Barcelona, y más recientemente a clubs de toda Cataluña que cuenten con una trayectoria reconocida. En las ediciones de los años 2008, 2009 y 2010 se organizó también un concurso femenino. Actualmente se celebran torneos paralelos para juveniles y veteranos.

## Sistema de competición
Tanto el número de clubs inscritos como el formato del torneo han ido variando a lo largo de los años. Actualmente concursan 12 equipos de Cataluña que cuenten con más de 70 años de historia. Estos 12 equipos se distribuyen en 4 grupos de 3 equipos mediante un sorteo y utilizando los de Segunda División B como cabeza de serie. Los equipos de cada uno de estos grupos juegan un partido triangular entre ellos (3 partes de 45 minutos) en un mismo día de la siguiente manera:
- 1a parte: Equipo A - Equipo B (al finalizar, y sea cual sea el resultado, se efectúa una serie de 3 lanzamientos de penalti)
- 2a parte: Equipo C - Perdedor 1a parte (tanda de 3 penaltis sólo si hay opción a un triple empate en la clasificación final)
- 3a parte: Equipo C - Ganador 1a parte (tanda de 3 penaltis sólo si hay un triple empate en la clasificación final)

Si las anteriores tandas de penaltis acaban en empate, los lanzamientos se suceden uno a uno hasta deshacerlo. Los 4 ganadores de los triangulares se enfrentan en las semifinales en partidos normales de 90 minutos. Los dos ganadores de las semifinales juegan la gran final también de 90 minutos. En caso de empate en las semifinales y final, se efectúa una serie de 5 lanzamientos de penalti. Si persiste el empate, los lanzamientos se suceden uno a uno hasta deshacerlo.

## Historial de Finales (masculino)
| Edición | Año  | Campeón                                                  | Finalista                                                | Resultado                                                | Sede (Anfitrión)                                         |
| ------- | ---- | -------------------------------------------------------- | -------------------------------------------------------- | -------------------------------------------------------- | -------------------------------------------------------- |
| XXXVIII | 2024 | UE Sant Andreu                                           | CE Europa                                                | 2 – 1                                                    | Camp del Guinardó (Martinenc)                            |
| XXXVII  | 2023 | UE Sant Andreu                                           | CE Manresa                                               | 1 – 1 (pen)                                              | Estadi Nou Sardenya (Europa)                             |
| XXXVI   | 2022 | Terrassa FC                                              | CE Manresa                                               | 1 – 0                                                    | Camp del Guinardó (Martinenc)                            |
| XXXV    | 2021 | UE Sant Andreu                                           | UE Sants                                                 | 1 – 1 (5 - 4)                                            | Camp del Guinardó (Martinenc)                            |
| XXXIV   | 2019 | Terrassa FC                                              | CF Badalona                                              | 1 – 1 (3 – 2)                                            | Camp del Guinardó (Martinenc)                            |
| XXXIII  | 2018 | CF Badalona                                              | UE Sant Andreu                                           | 1 – 1 (3 – 2)                                            | Camp del Guinardó (Martinenc)                            |
| XXXII   | 2017 | CF Badalona                                              | Cerdanyola del Vallès FC                                 | 2 – 0                                                    | Camp del Guinardó (Martinenc)                            |
| XXXI    | 2016 | FC Vilafranca                                            | CF Badalona                                              | 2 – 2 (5 – 4)                                            | Camp del Guinardó (Martinenc)                            |
| XXX     | 2015 | CE L'Hospitalet                                          | EC Granollers                                            | 2 – 1                                                    | Camp del Guinardó (Martinenc)                            |
| XXIX    | 2014 | UE Sant Andreu                                           | CF Badalona                                              | 2 – 1                                                    | Camp del Guinardó (Martinenc)                            |
| XXVIII  | 2013 | AE Prat                                                  | UE Llagostera                                            | 1 – 1 (6 – 5)                                            | Camp del Guinardó (Martinenc)                            |
| XXVII   | 2012 | FC Santboià                                              | UE Cornellà                                              | 4 – 2                                                    | Camp del Guinardó (Martinenc)                            |
| XXVI    | 2011 | CF Badalona                                              | RCD Espanyol B                                           | 3 – 0                                                    | La Verneda (Júpiter)                                     |
| XXV     | 2010 | CE Europa                                                | UE Sant Andreu                                           | 2 – 0                                                    | Camp del Guinardó (Martinenc)                            |
| XXIV    | 2009 | CD Masnou                                                | CE L'Hospitalet                                          | 1 – 0                                                    | Estadi Narcís Sala (Sant Andreu)                         |
| XXIII   | 2008 | CF Badalona                                              | FC Martinenc                                             | 7 – 0                                                    | Estadi Narcís Sala (Sant Andreu)                         |
| XXII    | 2007 | UE Sant Andreu                                           | UA Horta                                                 | 1 – 0                                                    | Nou Sardenya (Europa)                                    |
| XXI     | 2006 | CE Premià                                                | CF Badalona                                              | 2 – 2 (5 – 4)                                            | Estadi Narcís Sala (Sant Andreu)                         |
| XX      | 2005 | UE Sant Andreu                                           | UDA Gramenet B                                           | 2 – 1                                                    | Nou Sardenya (Europa)                                    |
| XIX     | 2004 | CF Badalona                                              | UDA Gramenet B                                           | 4 – 1                                                    | Camp del Centenari (Badalona)                            |
| XVIII   | 2003 | CF Badalona                                              | CE Sabadell FC                                           | 0 – 0 (4 – 3)                                            | Camp del Centenari (Badalona)                            |
| XVII    | 2002 | UDA Gramenet B                                           | CF Badalona                                              | 2 – 2 (4 – 1)                                            | Camp del Guinardó (Martinenc)                            |
| XVI     | 2001 | UDA Gramenet B                                           | CE Júpiter                                               | 1 – 0                                                    | Camp del Guinardó (Martinenc)                            |
| XV      | 2000 | CE Júpiter B                                             | CF Barceloneta                                           | 1 – 1 (5 – 3)                                            | Camp del Guinardó (Martinenc)                            |
| XIV     | 1999 | UE Badaloní                                              | CF Badalona                                              | 1 – 0                                                    | Camp del Guinardó (Martinenc)                            |
|         | 1998 | No se disputó por obras en el Municipal del Guinardó     | No se disputó por obras en el Municipal del Guinardó     | No se disputó por obras en el Municipal del Guinardó     | No se disputó por obras en el Municipal del Guinardó     |
| XIII    | 1997 | UA Horta                                                 | CE Júpiter                                               | 1 – 0                                                    | Camp del Guinardó (Martinenc)                            |
| XII     | 1996 | UA Horta                                                 | CF Barceloneta                                           | 2 – 2 (4 – 3)                                            | Feliu i Codina (Horta)                                   |
| XI      | 1995 | CE Júpiter                                               | UA Horta                                                 | 2 – 1                                                    | Camp del Guinardó (Martinenc)                            |
| X       | 1994 | UA Horta                                                 | CE Júpiter                                               | 0 – 0 (4 – 3)                                            | Camp del Guinardó (Martinenc)                            |
| IX      | 1993 | UE Sants                                                 | CE Europa                                                | 3 – 0                                                    | Camp del Guinardó (Martinenc)                            |
|         | 1992 | No se disputó debido a los Juegos Olímpicos de Barcelona | No se disputó debido a los Juegos Olímpicos de Barcelona | No se disputó debido a los Juegos Olímpicos de Barcelona | No se disputó debido a los Juegos Olímpicos de Barcelona |
| VIII    | 1991 | FC Martinenc                                             | UE Sant Andreu                                           | 1 – 1 (7 – 6)                                            | Camp del Guinardó (Martinenc)                            |
| VII     | 1990 | FC Martinenc                                             | UE Sant Andreu                                           | 1 – 0                                                    | Camp del Guinardó (Martinenc)                            |
| VI      | 1989 | CE Júpiter                                               | FC Martinenc                                             | 3 – 1                                                    | Camp del Guinardó (Martinenc)                            |
| V       | 1988 | CE Júpiter                                               | FC Martinenc                                             | 0 – 0 (7 – 6)                                            | Camp del Guinardó (Martinenc)                            |
| IV      | 1987 | CF Badalona                                              | CE Júpiter                                               | 5 – 1                                                    | Camp del Guinardó (Martinenc)                            |
| III     | 1986 | FC Martinenc                                             | CF Badalona                                              | 2 – 0                                                    | Camp del Guinardó (Martinenc)                            |
| II      | 1985 | CE Júpiter                                               | CE Europa                                                | 3 – 2                                                    | Camp del Guinardó (Martinenc)                            |
| I       | 1984 | FC Martinenc                                             | UE Sants                                                 | 2 – 0                                                    | Camp del Guinardó (Martinenc)                            |

## Palmarés masculino
7 títulos
- CF Badalona (1987, 2003, 2004, 2008, 2011, 2017, 2018)

6 títulos
- UE Sant Andreu (2005, 2007, 2014, 2021, 2023, 2024)

5 títulos
- CE Júpiter (1985, 1988, 1989, 1995, 2000[7])

4 títulos
- FC Martinenc (1984, 1986, 1990, 1991)

3 títulos
- UA Horta (1994, 1996, 1997)

2 títulos
- UDA Gramenet (2001, 2002)
- Terrassa FC (2019, 2022)

1 título
- FC Vilafranca (2016)
- CE L'Hospitalet (2015)
- AE Prat (2013)
- FC Santboià (2012)
- CE Europa (2010)
- CD Masnou (2009)
- CE Premià (2006)
- UE Badaloní (1999)
- UE Sants (1993)

## Historial de Finales (femenino)
| Edición | Año       | Campeón                                    | Finalista                                  | Resultado                                  | Sede (Anfitrión)                           |
| ------- | --------- | ------------------------------------------ | ------------------------------------------ | ------------------------------------------ | ------------------------------------------ |
| I       | 2008      | RCD Espanyol                               | UE L'Estartit                              | 3 – 0                                      | Estadi Narcís Sala (Sant Andreu)           |
| II      | 2009      | RCD Espanyol                               | FC Barcelona                               | 0 – 0 (4 – 2)                              | Estadi Narcís Sala (Sant Andreu)           |
| III     | 2010      | RCD Espanyol                               | UE L'Estartit                              | 5 – 1                                      | El Guinardó (Martinenc)                    |
|         | 2011–2017 | No se disputó                              | No se disputó                              | No se disputó                              | No se disputó                              |
| IV      | 2018      | CE Júpiter                                 | FC Martinenc                               | 2 – 1                                      | El Guinardó (Martinenc)                    |
| V       | 2019      | CE Júpiter                                 | CE Sabadell                                | 3 – 0                                      | El Guinardó (Martinenc)                    |
|         | 2020      | No se disputó por la crisis de la COVID-19 | No se disputó por la crisis de la COVID-19 | No se disputó por la crisis de la COVID-19 | No se disputó por la crisis de la COVID-19 |
| VI      | 2021      | UE Cornellà                                | Terrassa FC                                | 2 – 0                                      | El Guinardó (Martinenc)                    |
| VII     | 2022      | CF Igualada                                | Sant Cugat FC                              | 4-1                                        | El Guinardó (Martinenc)                    |
| VIII    | 2023      | FC Martinenc                               | Terrassa FC                                | 2-1                                        | El Guinardó (Martinenc)                    |

## Palmarés femenino
3 títulos
- RCD Espanyol (2008, 2009, 2010)

2 títulos
- CE Júpiter (2018, 2019)

1 título
- UE Cornellà (2021)
- CF Igualada (2022)
- FC Martinenc (2023)